# Горња Шемница
Горња Шемница је насељено место у саставу општине Радобој у Крапинско-загорској жупанији, Хрватска. До територијалне реорганизације у Хрватској налазила се у саставу старе општине Крапина.

## Становништво
На попису становништва 2011. године, Горња Шемница је имала 627 становника.

## Попис1991.
На попису становништва 1991. године, насељено место Горња Шемница је имало 640 становника, следећег националног састава:
| Попис 1991.‍ | Попис 1991.‍ | Попис 1991.‍ | Попис 1991.‍ | Попис 1991.‍ |
| ----------- | ----------- | ----------- | ----------- | ----------- |
|             |             |             |             |             |
| Хрвати      | Хрвати      |             | 623         | 97,34%      |
| Македонци   | Македонци   |             | 1           | 0,15%       |
| остали      | остали      |             | 2           | 0,31%       |
| непознато   | непознато   |             | 14          | 2,18%       |
| укупно: 640 |             |             |             |             |